# Bosques xéricos de Baluchistán
La ecorregión de bosques xéricos de Baluchistán (WWF ID: PA1307) cubre las elevaciones medias de una serie de cadenas montañosas del oeste de Pakistán y el noreste de Afganistán, alcanzando 1200 km desde el mar Arábigo en el sur hasta las montañas Hindú Kush y el Himalaya en el norte. La vegetación característica son los bosques xéricos (secos) de arbustos y cubierta herbácea. La región tiene una rica biodiversidad pero relativamente pocas especies endémicas.

## Ubicación y descripción
En el sur, la ecorregión se eleva desde las cordilleras costeras hasta la Cordillera Makran y las Montañas Kirthar. Continúa hacia el norte a través del árido desierto de la provincia de Baluchistán de Pakistán a lo largo de la frontera occidental de Pakistán, incluidas las montañas Zarghun Ghar, Sulaiman Range y Spīn Ghar hasta la provincia de Khyber Pakhtunkhwa. Finalmente alcanza la base del Hindú Kush y el Himalaya. Estas cadenas montañosas son cortadas periódicamente por pasos y valles, incluido el Paso Bolan cerca de Quetta y el Paso Khyber sobre el Valle de Peshawar. Las elevaciones van desde el nivel del mar hasta una altura de 4575 m.
A lo largo del lado suroccidental de la ecorregión se encuentran las ecorregiones muy secas del desierto y semidesierto nubo-sindio del sur de Irán y del desierto arenoso de Registán-Norte de Pakistán, en el este de Irán. Más al norte, en Afganistán, se encuentra la ecorregión de los bosques xéricos de las montañas centrales de Afganistán (xérico significa "seco"). A lo largo de la vertiente oriental se encuentran los bosques de matorrales espinosos del noroeste. En el centro de la ecorregión, a lo largo de las crestas más altas, se encuentran manchas aisladas de dos ecorregiones más húmedas: los bosques montanos de coníferas del este de Afganistán y las praderas alpinas de la cordillera de Sulaimán.
Los suelos contienen yeso y se clasifican como pedocales (altos en carbonato cálcico y bajos en materia orgánica). En el norte de la región, los suelos de las crestas son calizos, arcillosos, de grava y de piedra.

## Clima
El clima de la ecorregión es Semiárido cálido ( Clasificación climática de Köppen (BSh) ). Este clima es característico de las estepas, con veranos calurosos e inviernos frescos o templados, y precipitaciones mínimas. El mes más frío promedia arriba de 0 grados Celsius (32,0 °F) . La precipitación promedia 150 mm/año. En verano soplan vientos cálidos del norte, que levantan tormentas de polvo en el sur con velocidades de hasta 110 mph.

## Flora y fauna
El 67% del territorio es vegetación desnuda o escasa. El 9% es matorral, el 8% es vegetación herbácea y el 9% es tierra de cultivo. Por debajo de los 1.500 metros, la vegetación es de carácter estepario. De 1.500 a 2.000 metros se encuentra un bosque abierto montano de árboles de pistacho ( Pistacia atlantica ), almendros silvestres (del género Prunus ) y agracejo ( Berberis ). La maleza inferior incluye arbusto de madreselva (del género Lonicera ), salvia ( Artemisia spp.) y enebro pastún ( Juniperus seravschanica ). En altitudes más altas hay una zona de transición de árboles esclerófilos (matorral leñoso con hojas duras). En elevaciones aún más altas se encuentran los prados alpinos aislados de otras ecorregiones.
Si bien la ecorregión no admite una gran cantidad de especies endémicas, tiene una rica biodiversidad debido a la variedad de terreno, altitud y aspecto del paisaje. Se han registrado más de 300 especies de aves, la mayoría de las cuales son migratorias.

## Áreas protegidas
Alrededor del 3,3% de la ecorregión está oficialmente protegida. Estas áreas protegidas incluyen:
- Parque Nacional Chinji
- Parque Nacional Dhrun
- Parque Nacional Kirthar
- Parque Nacional de las Colinas de Margalla
- Parque Nacional de Nuristán
- Parque Nacional Sheikh Badin
- Santuario de vida silvestre de Bajwat
- Santuario de Vida Silvestre Borraka
- Santuario de Vida Silvestre Choraní
- Santuario de Vida Silvestre Chumbi Surla
- Santuario de Vida Silvestre Dureji
- Santuario de Vida Silvestre Ghondak Dhono
- Santuario de Vida Silvestre de Islamabad
- Santuario de Vida Silvestre del Lago Khabbeke
- Santuario de Vida Silvestre Koh-e-Geish
- Santuario de Vida Silvestre Kolwah Kap
- Santuario de Vida Silvestre Mahal Kohistan
- Santuario de Vida Silvestre Manglot
- Santuario de vida silvestre de Maslakh
- Santuario de Vida Silvestre Ras Koh
- Santuario de Vida Silvestre Raghai Rakhshan
- Santuario de Vida Silvestre Rasool Barrage
- Santuario de Vida Silvestre Shashan
- Santuario de vida silvestre Ziarat Juniper